# Alberto Nardin
Alberto Nardin (né le 30 avril 1990 à Bra) est un coureur cycliste italien.

## Biographie
Alberto Nardin naît le 30 avril 1990 à Bra en Italie.
Membre de l'équipe Viris Maserati en 2012, il passe en 2013 chez Asd Monviso-Venezia puis en 2014 chez Overall, où il remporte le Trofeo Ciclistico Castelnuovo Val di Cecina. Il fait son entrée en 2015 dans l'équipe continentale professionnelle italienne Androni Giocattoli, qui devient Androni Giocattoli-Sidermec le 3 avril 2015. Sa première course en tant que coureur professionnel est le Tour du Táchira 2015 au Venezuela.

## Palmarès et résultats

### Palmarès par année
- 2008
  - 2e de Novara-Suno
  - 2e du Giro della Castellania
- 2011
  - Coppa Ardigò
  - 2e du Trofeo FPT Tapparo
  - 3e de la Coppa Giuseppe Romita
- 2013
  - Mémorial Pigoni Coli
  - 2e du Circuito Guazzorese
- 2014
  - Trofeo Castelnuovo Val di Cecina
  - 2e de Cirié-Pian della Mussa
  - 3e du Gran Premio Sportivi San Vigilio

### Classements mondiaux
| Année           | 2011  |
| --------------- | ----- |
| UCI Europe Tour | 1183e |